# Bellocq
Pour les articles homonymes, voir Bellocq.
Bellocq est une commune française, située dans le département des Pyrénées-Atlantiques en région Nouvelle-Aquitaine.

## Géographie

### Localisation
La commune de Bellocq se trouve dans le département des Pyrénées-Atlantiques, en région Nouvelle-Aquitaine.
Elle se situe à 61 km par la route de Pau, préfecture du département, et à 15 km d'Orthez, bureau centralisateur du canton d'Orthez et Terres des Gaves et du Sel dont dépend la commune depuis 2015 pour les élections départementales.
La commune fait en outre partie du bassin de vie de Salies-de-Béarn.
Les communes les plus proches sont : 
Puyoô (1,1 km), Ramous (1,7 km), Lahontan (4,4 km), Bérenx (5,0 km), Salies-de-Béarn (5,2 km), Ossages (5,3 km), Habas (6,2 km), Baigts-de-Béarn (6,2 km).
Sur le plan historique et culturel, Bellocq fait partie de la province du Béarn, qui fut également un État et qui présente une unité historique et culturelle à laquelle s’oppose une diversité frappante de paysages au relief tourmenté.

### Communes limitrophes
Les communes limitrophes sont  Bérenx, Lahontan, Puyoô, Ramous et Salies-de-Béarn.
|          | Puyoô           | Ramous |
| Lahontan | Bellocq         | Bérenx |
|          | Salies-de-Béarn |        |

### Hydrographie

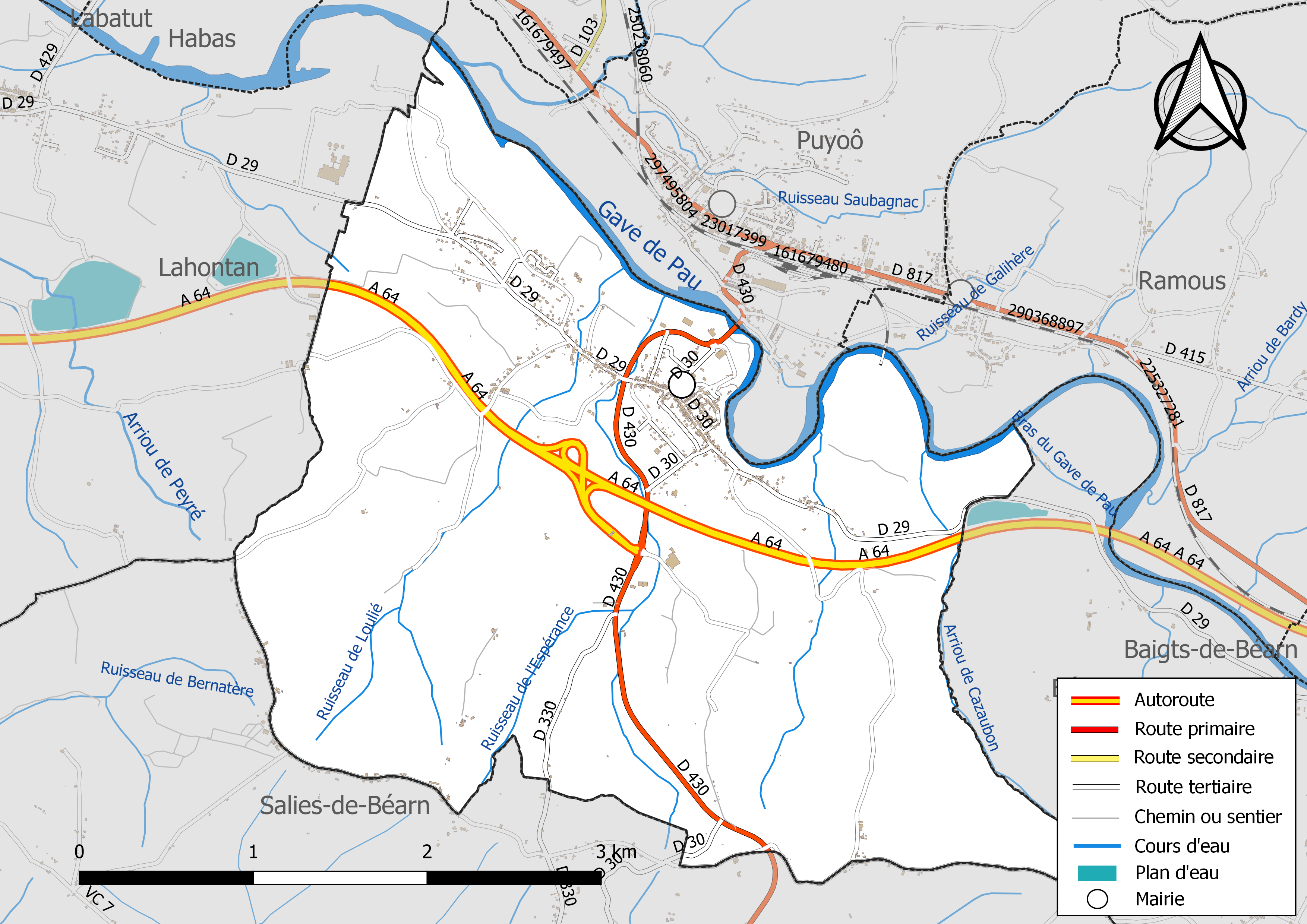
Réseaux hydrographique et routier de Bellocq.

La commune est drainée par le gave de Pau, Arriou de Cazaubon, un bras du gave de Pau, un bras du gave de Pau, le ruisseau de Galihère, le ruisseau de l'Espérance, le ruisseau de Loulié, et par divers petits cours d'eau, constituant un réseau hydrographique de 16 km de longueur totale,.
Le gave de Pau, d'une longueur totale de 192,8 km, prend sa source dans la commune de Gavarnie-Gèdre et s'écoule du sud-est vers le nord-ouest. Il traverse la commune et se jette dans l'Adour à Saint-Laurent-de-Gosse, après avoir traversé 88 communes.

### Climat
Le climat qui caractérise la commune est qualifié, en 2010, de « climat océanique aquitain», selon la typologie des climats de la France qui compte alors huit grands types de climats en métropole. En 2020, la commune ressort du type « climat océanique altéré » dans la classification établie par Météo-France, qui ne compte désormais, en première approche, que cinq grands types de climats en métropole. Il s’agit d’une zone de transition entre le climat océanique et les climats de montagne et semi-continental. Les écarts de température entre hiver et été augmentent avec l'éloignement de la mer. La pluviométrie est plus faible qu'en bord de mer, sauf aux abords des reliefs.
Les paramètres climatiques qui ont permis d’établir la typologie de 2010 comportent six variables pour les températures et huit pour les précipitations, dont les valeurs correspondent à la normale 1971-2000. Les sept principales variables caractérisant la commune sont présentées dans l'encadré ci-après.
| Paramètres climatiques communaux sur la période 1971-2000 - Moyenne annuelle de température : 13,8 °C - Nombre de jours avec une température inférieure à −5 °C : 1,2 j - Nombre de jours avec une température supérieure à 30 °C : 6,6 j - Amplitude thermique annuelle : 13,9 °C - Cumuls annuels de précipitation : 1 238 mm - Nombre de jours de précipitation en janvier : 12,2 j - Nombre de jours de précipitation en juillet : 8 j |

Avec le changement climatique, ces variables ont évolué. Une étude réalisée en 2014 par la Direction générale de l'Énergie et du Climat complétée par des études régionales prévoit en effet que la  température moyenne devrait croître et la pluviométrie moyenne baisser, avec toutefois de fortes variations régionales. La station météorologique de Météo-France installée sur la commune et en service de 1987 à 2018 permet de connaître l'évolution des indicateurs météorologiques. Le tableau détaillé pour la période 1981-2010 est présenté ci-après.
| Mois                                  | jan.            | fév.           | mars            | avril           | mai             | juin          | jui.          | août           | sep.          | oct.          | nov.            | déc.            | année      |
| ------------------------------------- | --------------- | -------------- | --------------- | --------------- | --------------- | ------------- | ------------- | -------------- | ------------- | ------------- | --------------- | --------------- | ---------- |
| Température minimale moyenne (°C)     | 2,6             | 3              | 5               | 7,3             | 11,2            | 14,1          | 15,7          | 15,9           | 12,9          | 10            | 5,7             | 3,2             | 8,9        |
| Température moyenne (°C)              | 7,3             | 8,2            | 10,9            | 12,7            | 16,8            | 19,5          | 21,4          | 21,8           | 18,8          | 15,3          | 10,3            | 7,5             | 14,2       |
| Température maximale moyenne (°C)     | 11,9            | 13,3           | 16,7            | 18,1            | 22,3            | 25            | 27,1          | 27,6           | 24,8          | 20,7          | 14,9            | 11,9            | 19,6       |
| Record de froid (°C) date du record   | −7,5 27.01.07   | −10,5 12.02.12 | −9 01.03.05     | −2,9 04.04.1996 | 1 02.05.16      | 5 01.06.06    | 8 15.07.16    | 6,6 29.08.1998 | 3 26.09.02    | −2 16.10.09   | −8,2 23.11.1988 | −10 25.12.01    | −10,5 2012 |
| Record de chaleur (°C) date du record | 22,5 13.01.1993 | 28 26.02.1994  | 30,1 21.03.1990 | 33 30.04.05     | 36,8 30.05.1996 | 40,1 21.06.03 | 39,5 18.07.06 | 42 04.08.03    | 37,8 05.09.06 | 34,8 04.10.04 | 27 01.11.09     | 24,2 16.12.1989 | 42 2003    |
| Précipitations (mm)                   | 102,9           | 96,1           | 81,5            | 118,7           | 97,7            | 73,9          | 66,2          | 72,9           | 97,8          | 111,2         | 156,4           | 106,6           | 1 181,9    |

### Milieux naturels et biodiversité

#### Réseau Natura 2000
Le réseau Natura 2000 est un réseau écologique européen de sites naturels d'intérêt écologique élaboré à partir des Directives « Habitats » et « Oiseaux », constitué de zones spéciales de conservation (ZSC) et de zones de protection spéciale (ZPS).
Un site Natura 2000 a été défini sur la commune au titre de la « directive Habitats » : le « gave de Pau », d'une superficie de 8 194 ha, un vaste réseau hydrographique avec un système de saligues encore vivace,.

## Urbanisme

### Typologie
Au 1er janvier 2024, Bellocq est catégorisée bourg rural, selon la nouvelle grille communale de densité à sept niveaux définie par l'Insee en 2022.
Elle appartient à l'unité urbaine de Puyoô, une agglomération intra-départementale regroupant trois  communes, dont elle est ville-centre,,. La commune est en outre hors attraction des villes,.

### Occupation des sols

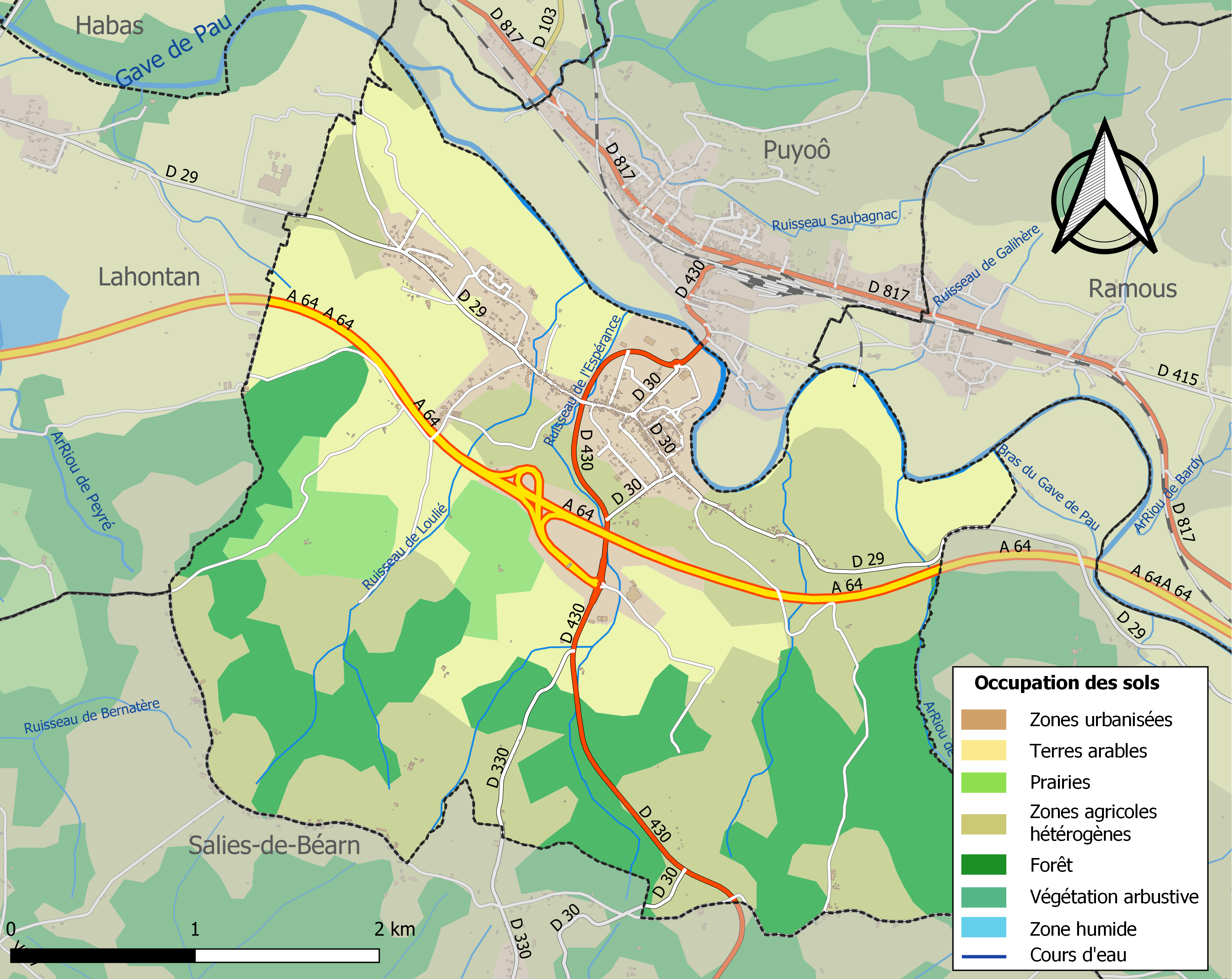
Carte des infrastructures et de l'occupation des sols de la commune en 2018 (CLC).

L'occupation des sols de la commune, telle qu'elle ressort de la base de données européenne d’occupation biophysique des sols Corine Land Cover (CLC), est marquée par l'importance des territoires agricoles (63,6 % en 2018), en diminution par rapport à 1990 (67 %). La répartition détaillée en 2018 est la suivante : 
zones agricoles hétérogènes (33,2 %), forêts (25,3 %), terres arables (23,2 %), zones urbanisées (8 %), prairies (5 %), zones industrielles ou commerciales et réseaux de communication (3,1 %), cultures permanentes (2,2 %). L'évolution de l’occupation des sols de la commune et de ses infrastructures peut être observée sur les différentes représentations cartographiques du territoire : la carte de Cassini (XVIIIe siècle), la carte d'état-major (1820-1866) et les cartes ou photos aériennes de l'IGN pour la période actuelle (1950 à aujourd'hui).

### Lieux-dits et hameaux
- Arhancheta[6]
- Barat[6]
- Bareille[6]
- Beau Point de Vue[6]
- Bernardet[6]
- Bernet (le)[6]
- Bertrand[6]
- Bigalette (la)[6]
- Cabé[6],[23]
- Cahors[6]
- Camprim[6]
- Casaus[6]
- Casaus Lanot[6]
- Castalaa[6]
- Castéra (le)[6],[23]
- Caussade[6]
- Dufourcq[6]
- Four à Chaux (le)[6]
- Gérony Bas[6]
- Junca[6]
- Lacaze[6]
- Laffitte[6]
- Lagelouse[6]
- Lanémia[6]
- Lanne Longue[6]
- Larramounat[6]
- Larrat[6]
- Latéoulère[6]
- Laussade[6],[23]
- Lay[6]
- Lescourre[6]
- Lille[6]
- Madérou[6]
- Maupas (grange de)[6]
- Montagut[6]
- Nasse (cap de la)[6]
- Palin[6]
- Pédelauga
- Peyresaube[6],[23]
- Pourric[6]
- Prado (le)[6]
- Roquepine[6]
- Taurot[6]
- Touron[6]

### Voies de communication et transports
La commune est desservie par les routes départementales D 29 et D 430 ainsi que par l'autoroute A64 (sortie 7). De plus, la gare de la commune voisine est située sur la ligne Toulouse -Bayonne.
Bellocq est également desservie par le réseau d'autocars interurbains des Pyrénées-Atlantiques :
- Orthez — Gare SNCF ⥋ Saint-Palais — Église

### Risques majeurs
Le territoire de la commune de Bellocq est vulnérable à différents aléas naturels : météorologiques (tempête, orage, neige, grand froid, canicule ou sécheresse), inondations, mouvements de terrains et séisme (sismicité modérée). Il est également exposé à un risque technologique, le transport de matières dangereuses. Un site publié par le BRGM permet d'évaluer simplement et rapidement les risques d'un bien localisé soit par son adresse soit par le numéro de sa parcelle.

#### Risques naturels
Certaines parties du territoire communal sont susceptibles d’être affectées par le risque d’inondation par une crue torrentielle ou à montée rapide de cours d'eau, notamment le gave de Pau. La commune a été reconnue en état de catastrophe naturelle au titre des dommages causés par les inondations et coulées de boue survenues en 1982, 1983, 1998, 2013, 2014 et 2018,.

La commune est vulnérable au risque de mouvements de terrains constitué principalement du retrait-gonflement des sols argileux. 

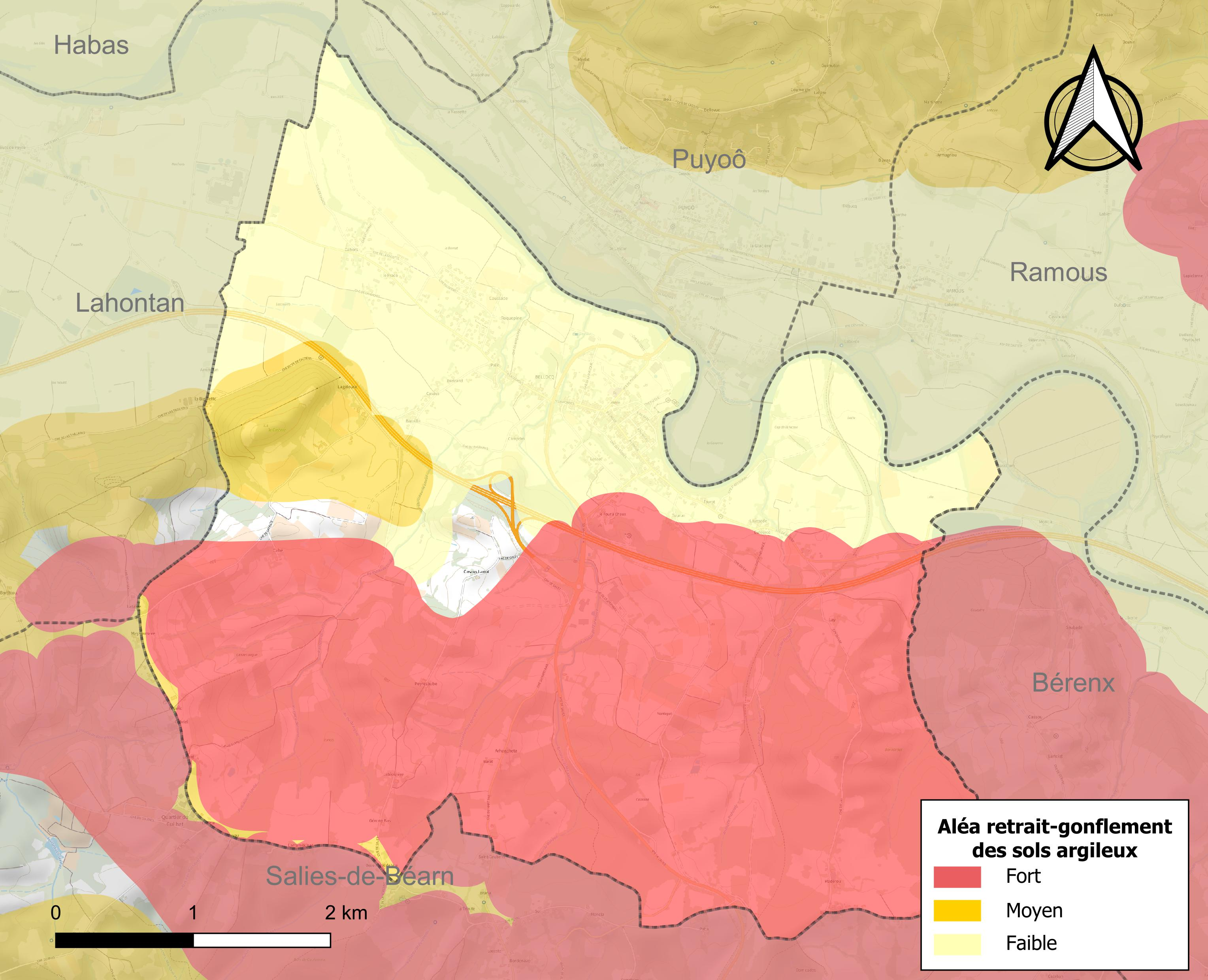
Carte des zones d'aléa retrait-gonflement des sols argileux de Bellocq.

Cet aléa est susceptible d'engendrer des dommages importants aux bâtiments en cas d’alternance de périodes de sécheresse et de pluie. 64,4 % de la superficie communale est en aléa moyen ou fort (59 % au niveau départemental et 48,5 % au niveau national). Depuis le 1er octobre 2020, en application de la loi ELAN, différentes contraintes s'imposent aux vendeurs, maîtres d'ouvrages ou constructeurs de biens situés dans une zone classée en aléa moyen ou fort,.
Concernant les mouvements de terrains, la commune a été reconnue en état de catastrophe naturelle au titre des dommages causés par la sécheresse en 1989 et 1990 et par des mouvements de terrain en 1983, 2014 et 2018.

## Toponymie

### Attestations anciennes
Le toponyme Bellocq apparaît sous les formes 
Beitloc (1119-1136 et 1150-1167, cartulaire de Sorde), 
Pulcher Locus (1286, registres de Bordeaux), 
Lo loc de Begloc es bastide nueve et Begloc es poblat en la parropia de Salies (1327, titres de Came), 
Lo passadge de Begloc (1442, contrats de Carresse - il y avait à cet endroit un bac sur le gave), 
Nostre Done de Begloc (1472, notaires de Labastide-Villefranche), 
Lo castet de Belloc (1536, réformation de Béarn), 
Betloc (1582, aliénations du diocèse de Dax), 
Belloc (1793 et 
Bellocq (fin XVIIIe siècle, carte de Cassini).

### Étymologie
Pour Michel Grosclaude, le toponyme est formé du gascon beg (en orthographe actuelle bèth), « beau » et lòc, « lieu », pour donner « beau lieu ».

### Autres toponymes
Cabé est une ferme, citée en 1537 dans la réformation de Béarn.
Le Castéra désignait un bois de la commune, déjà mentionné en 1675 sous la graphie Castéraa (réformation de Béarn).
Le Castet était un château et un fief relevant de la vicomté de Béarn.
Peyresaube, ferme de Bellocq, apparaît sous les graphies Peyres-Aubes (1385, censier de Béarn) et Peyresaubes (1863, dictionnaire topographique Béarn-Pays basque).

### Graphie béarnaise
Son nom béarnais est Bailòc ou Bèyloc.

## Histoire
Paul Raymond note qu'en 1385, Bellocq comptait quatre-vingt-cinq feux et dépendait du bailliage de Rivière-Gave, nom d'un archiprêtré du diocèse de Dax qui tirait son nom du gave de Pau.

## Politique et administration
Le 1er janvier 1973, les communes de Puyoô, Bellocq et Ramous sont fusionnées. La nouvelle commune prend le nom de Puyoô-Bellocq-Ramous. Elles redeviennent indépendantes le 1er janvier 1984.
| Période | Période  | Identité          | Étiquette | Qualité |
| ------- | -------- | ----------------- | --------- | ------- |
| 1952    | 1971     | Paul Labau        |           |         |
| 1971    | 2014     | Georges Domercq   |           |         |
| 2014    | En cours | Idelette Demaison |           |         |

### Intercommunalité
Le 1er janvier 2014, Bellocq intègre la communauté de communes de Lacq-Orthez.
Bellocq fait partie de cinq autres structures intercommunales :
- le syndicat d'assainissement de Puyoo-Bellocq-Ramous ;
- le syndicat d'énergie des Pyrénées-Atlantiques ;
- le syndicat intercommunal d’alimentation en eau potable du Saleys et des gaves ;
- le syndicat intercommunal de défense contre les inondations du gave de Pau ;
- le syndicat mixte pour la création d'une zone d'activités de l'échangeur de Bellocq.

Bellocq accueille le siège du syndicat mixte pour la création d'une zone d'activités de l'échangeur de Bellocq.

## Population et société

### Démographie
Le gentilé est Bellocquais.
L'évolution du nombre d'habitants est connue à travers les recensements de la population effectués dans la commune depuis 1793. Pour les communes de moins de 10 000 habitants, une enquête de recensement portant sur toute la population est réalisée tous les cinq ans, les populations de référence des années intermédiaires étant quant à elles estimées par interpolation ou extrapolation. Pour la commune, le premier recensement exhaustif entrant dans le cadre du nouveau dispositif a été réalisé en 2004.

En 2022, la commune comptait 911 habitants, en évolution de +2,36 % par rapport à 2016 (Pyrénées-Atlantiques : +3,78 %, France hors Mayotte : +2,11 %).
| 1793 | 1800  | 1806  | 1821  | 1831  | 1836  | 1841  | 1846  | 1851  |
| ---- | ----- | ----- | ----- | ----- | ----- | ----- | ----- | ----- |
| 947  | 1 061 | 1 062 | 1 096 | 1 145 | 1 222 | 1 216 | 1 186 | 1 154 |

| 1856  | 1861  | 1866  | 1872  | 1876  | 1881  | 1886  | 1891 | 1896 |
| ----- | ----- | ----- | ----- | ----- | ----- | ----- | ---- | ---- |
| 1 017 | 1 007 | 1 031 | 1 033 | 1 080 | 1 153 | 1 099 | 988  | 972  |

| 1901 | 1906  | 1911  | 1921 | 1926 | 1931 | 1936 | 1946 | 1954 |
| ---- | ----- | ----- | ---- | ---- | ---- | ---- | ---- | ---- |
| 996  | 1 060 | 1 039 | 882  | 871  | 918  | 903  | 862  | 829  |

| 1962 | 1968 | 1990 | 1999 | 2004 | 2006 | 2009 | 2014 | 2019 |
| ---- | ---- | ---- | ---- | ---- | ---- | ---- | ---- | ---- |
| 807  | 836  | 702  | 684  | 788  | 833  | 875  | 898  | 909  |

| 2022 | - | - | - | - | - | - | - | - |
| ---- | - | - | - | - | - | - | - | - |
| 911  | - | - | - | - | - | - | - | - |

## Économie
La commune fait partie de la zone d'appellation d'origine contrôlée (AOC) du Béarn. Depuis 1991, l'AOC béarn-bellocq est attribuée aux vins récoltés sur les communes de Bellocq, Lahontan, Orthez et Salies-de-Béarn.
Bellocq fait également partie de la zone d'appellation de l'ossau-iraty.

## Culture locale et patrimoine

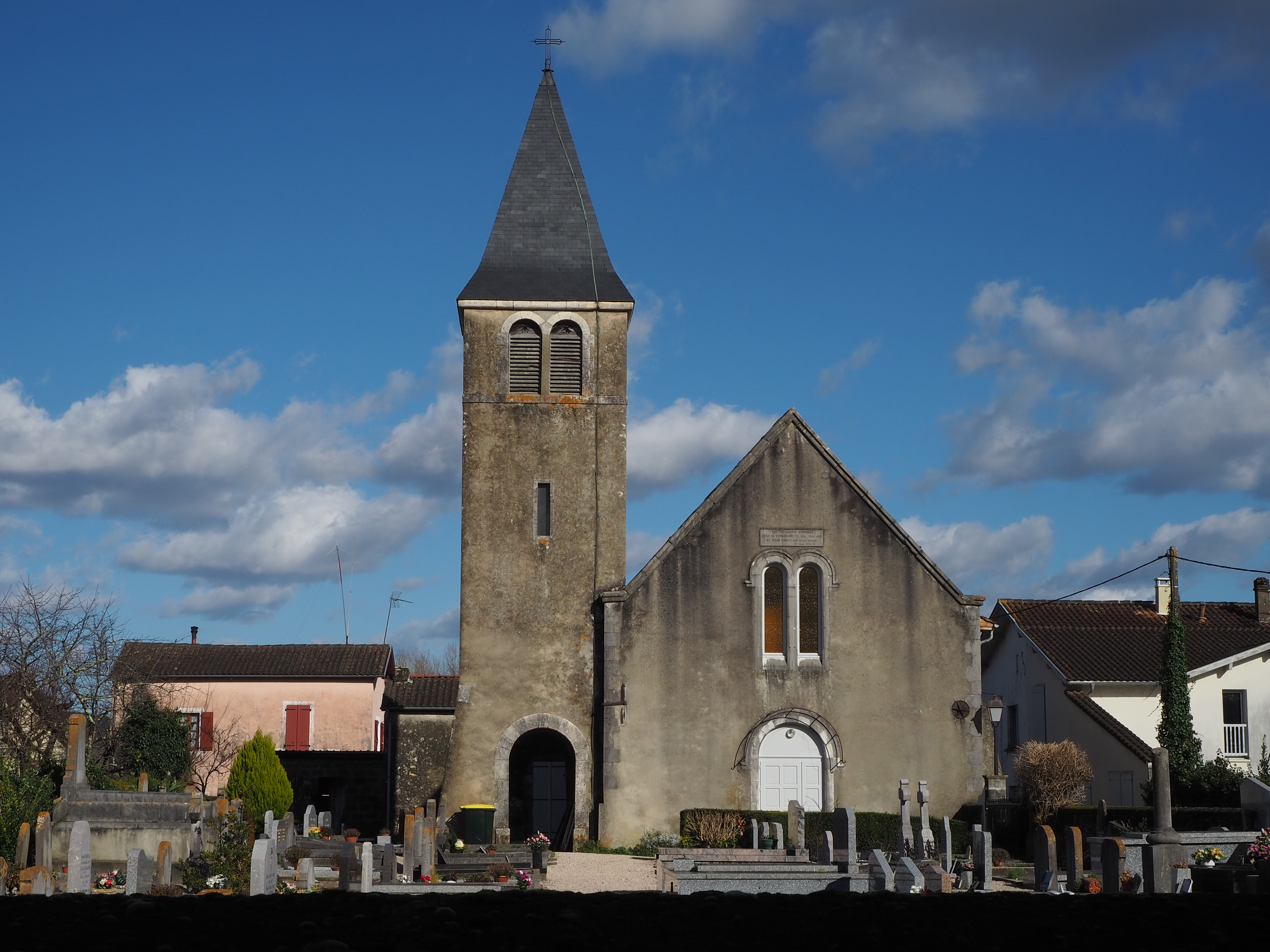
Le temple protestant
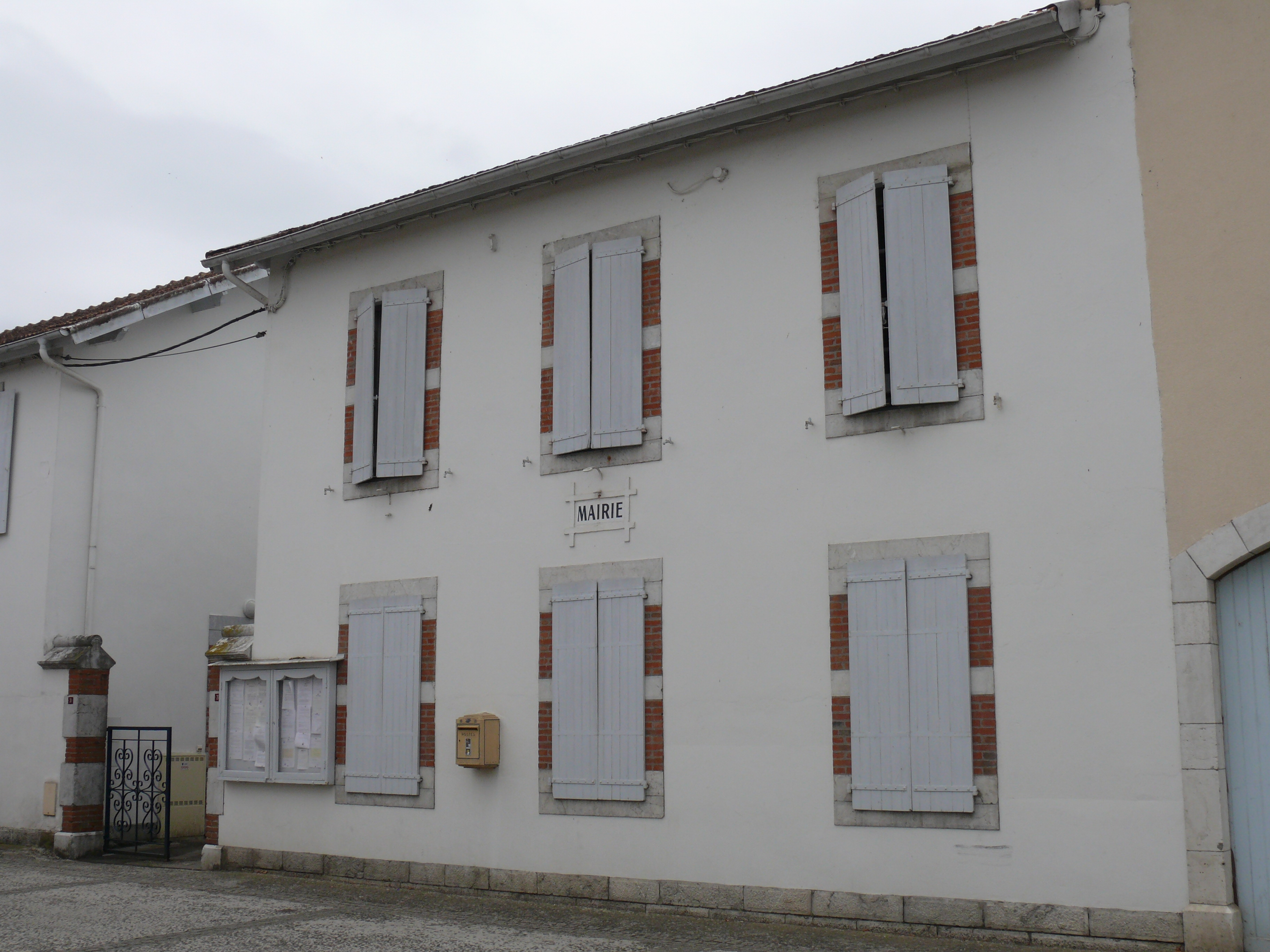
La mairie
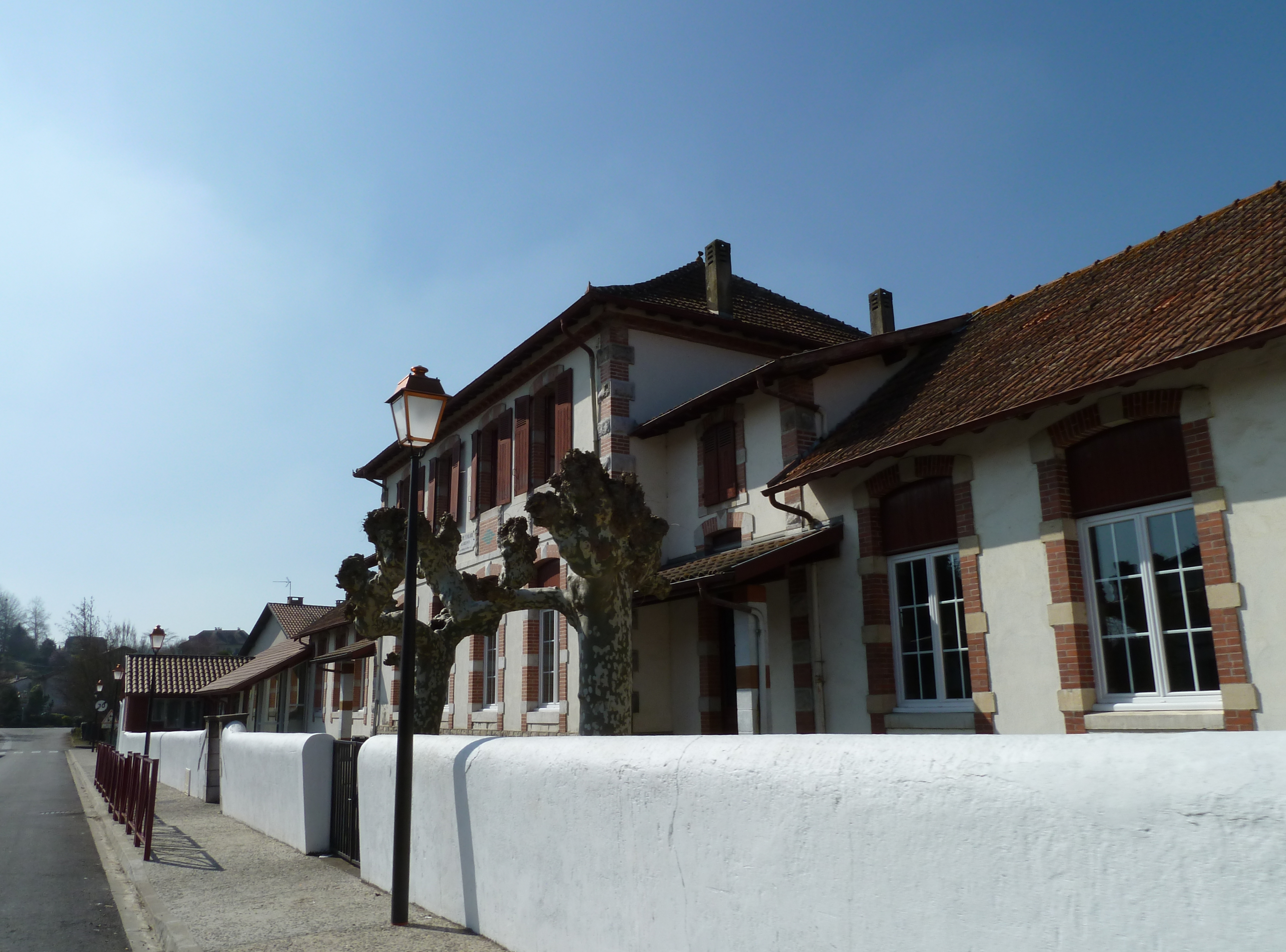
L'école
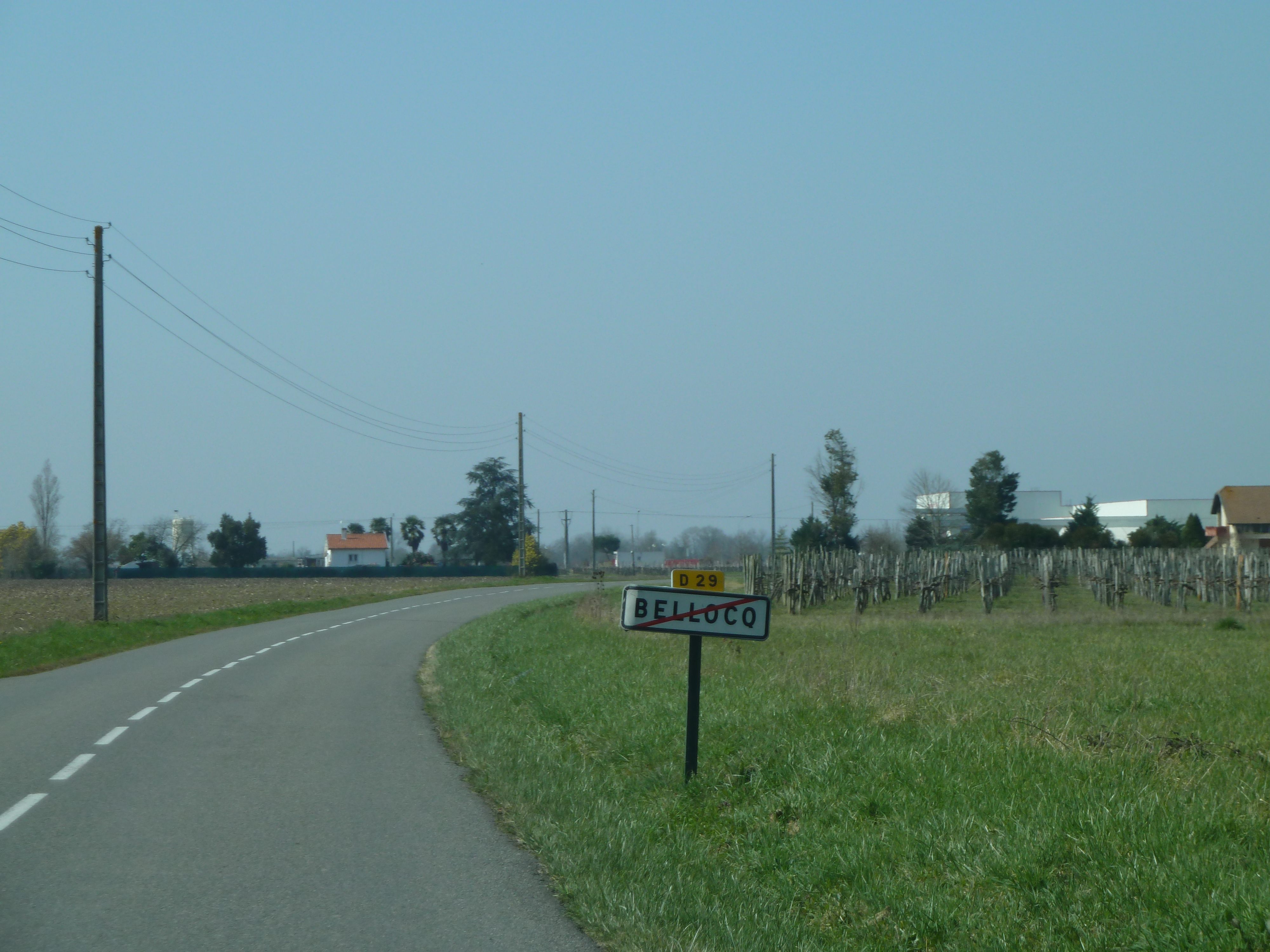
Sortie de Bellocq

### Patrimoine civil

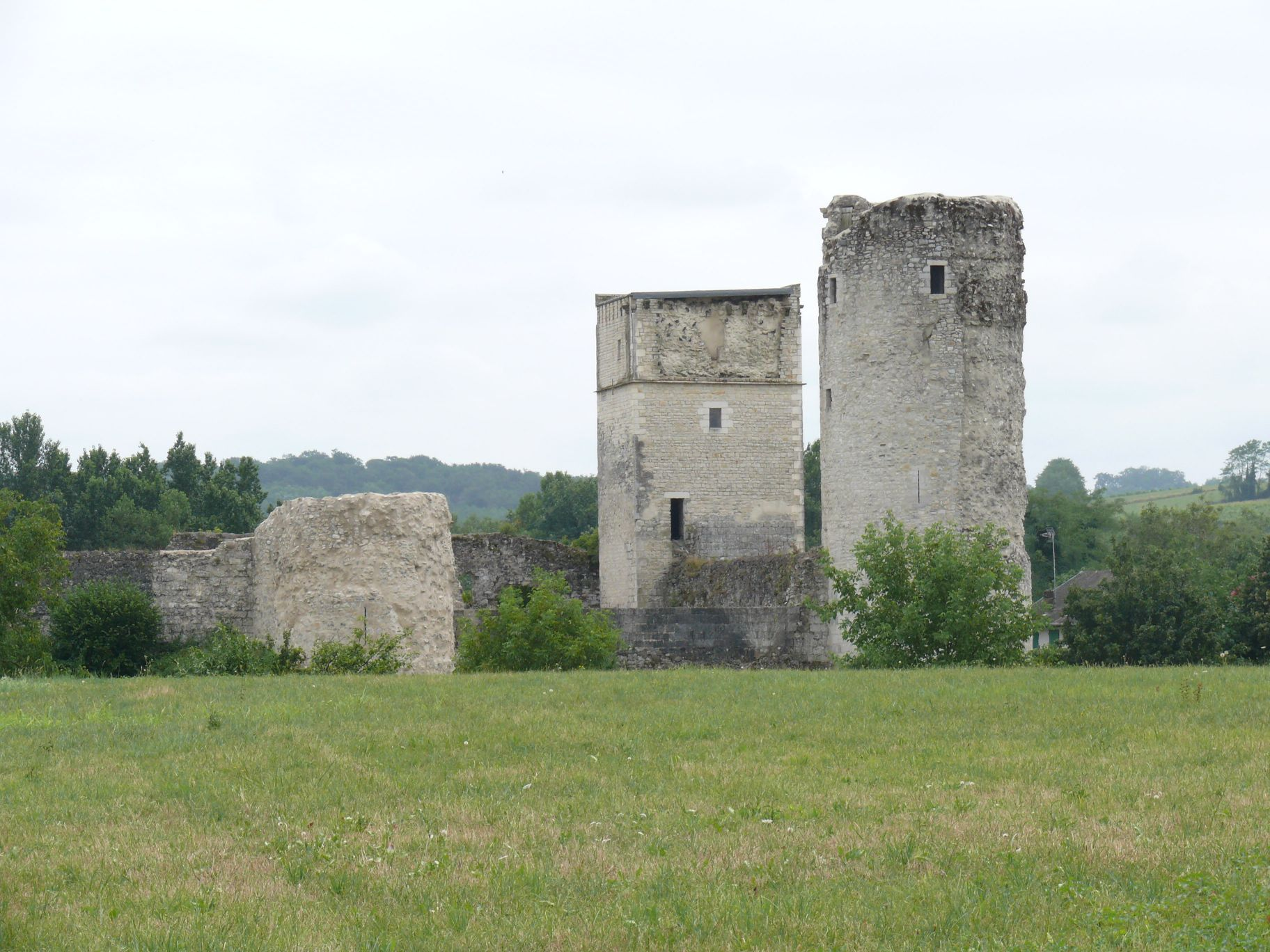
Bellocq - Château.

Le château de Bellocq date partiellement du XIIIe siècle. Il est classé par les monuments historiques depuis 1997.

### Patrimoine religieux

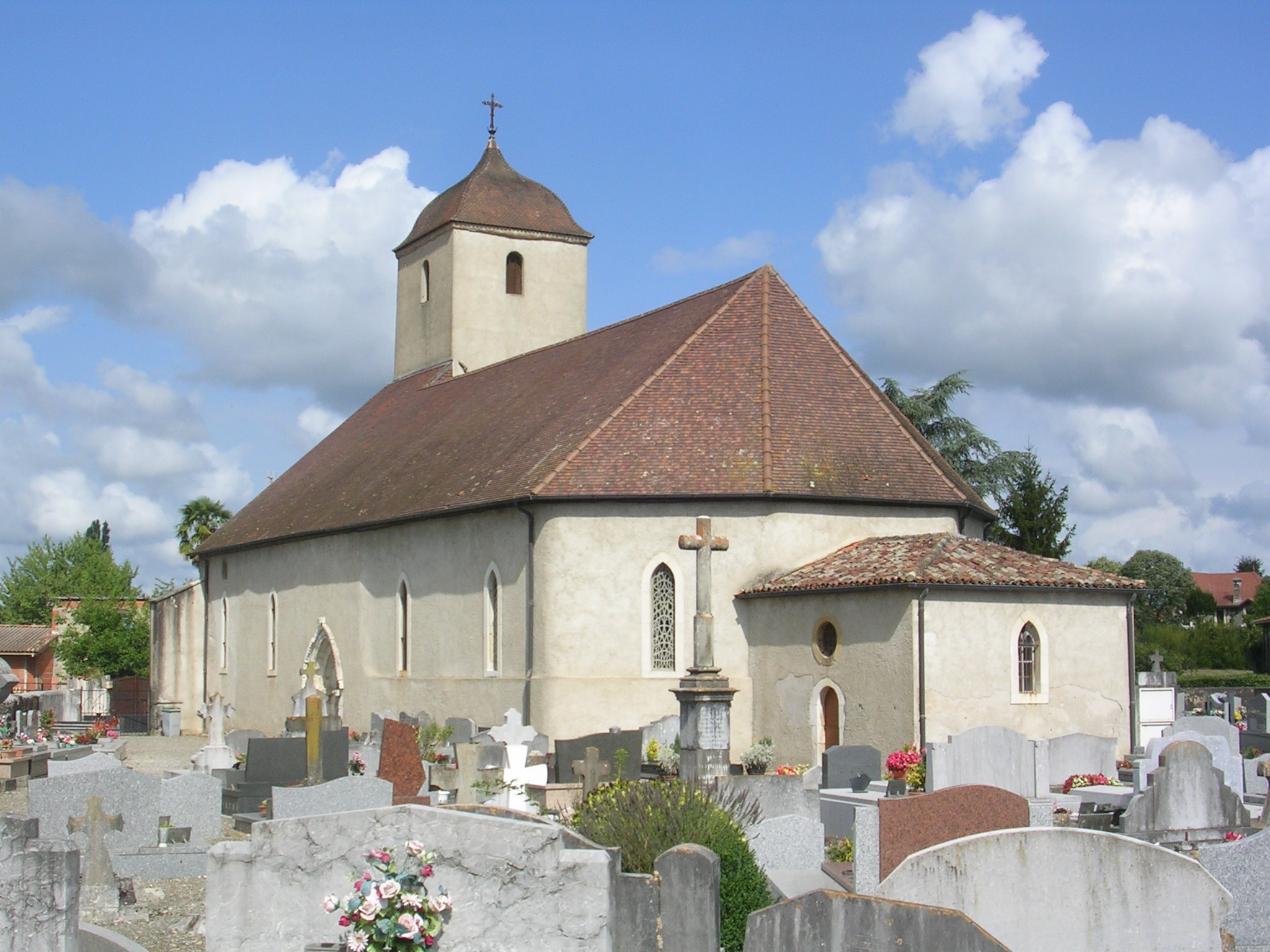
L'église Notre-Dame de Bellocq.

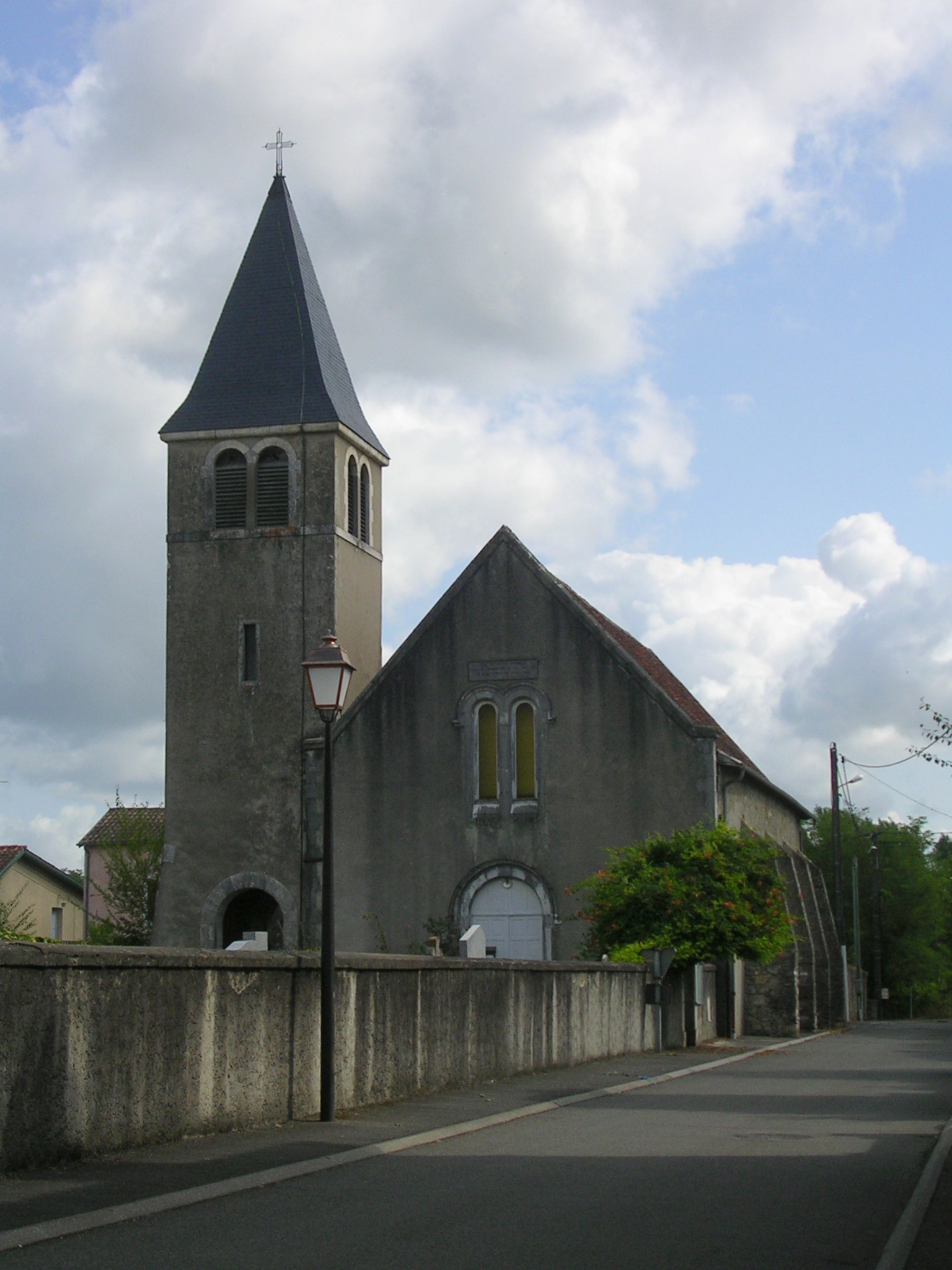
Le temple protestant.

- Église Notre-Dame de Bellocq (Sainte-Marie).
- Temple protestant (Église réformée de France). Une partie de la population est devenue protestante au temps de Jeanne d'Albret et conserve toujours cette foi.

### Cultes
- Église Protestante Unie de France[50].
- Assemblée Chrétienne Bellocq[51].

## Équipements

### Enseignement
Bellocq dispose d'une école primaire.

## Personnalités liées à la commune

### Nées auXXesiècle
- Roger Martine, né en 1930 à Bellocq et décédé en 2005, est un joueur de rugby français.
- Robert Cazala, né en 1934 à Bellocq et décédé en 2023, est un coureur cycliste français.
- Georges Domercq, né en 1931 à Bellocq et décédé en 2020, est un arbitre international de rugby français. Il a été maire de Bellocq durant 7 mandats, de 1971 à 2014.